# Araeognatha duplicata
Araeognatha duplicata là một loài bướm đêm trong họ Noctuidae.